# Бланкенхайн
Бланкенхайн (на немски: Blankenhain) е малък град в Тюрингия с 6411 жители (към 31 декември 2017). Намира се на юг от окръг Ваймарер Ланд, между Ваймар и Рудолщат.
През града тече река Шварца. Ваймар се намира на ок. 15 km северно, Йена на ок. 20 km източно и Рудолщат на 20 km южно. Ерфурт се намира на ок. 30 km северозападно от Бланкенхайн.
Бланкенхайн е споменат за пръв път в докунмент на 7 юли 1252 г. За пръв път е споменат като град 1424 г. През късното Средновековие Бланкенхайн е резиденция на графовете фон Глайхен.
- Дворец Бланкенхайн